# PAL

Distribución de los Sistemas de TV en el Mundo.
PAL o PAL/SECAM
NTSC
SECAM
Sin Información

PAL es la sigla de Phase Alternating Line (en español ‘línea de fase alternada’). Es el nombre con el que se designa al sistema de codificación utilizado en la transmisión de señales de televisión analógica en color en la mayor parte del mundo. Se utiliza en la mayoría de los países africanos, asiáticos y europeos, además de Australia y algunos países América del Sur, como Argentina, Brasil, Paraguay y Uruguay.
Otros sistemas en uso son el NTSC, utilizado en casi toda América, Japón y el Sureste Asiático, y el SECAM, utilizado en Francia, en algunos países del Este de Europa y África. El sistema PAL deriva del NTSC, incorporando algunas mejoras técnicas.

## Detalles técnicos
El sistema PAL surgió en el año 1963, de manos del Dr. Walter Bruch en los laboratorios de Telefunken en su intento por mejorar la calidad y reducir los defectos en los tonos de color que presentaba el sistema NTSC. No obstante, los conceptos fundamentales de la transmisión de señales han sido adoptados del sistema NTSC.
Al igual que NTSC, es un sistema entrelazado. Primero se exploran las líneas impares y luego las pares. En PAL se exhiben 50 "medios fotogramas" por segundo. Primero se ven las líneas impares del fotograma 1, luego las líneas pares del fotograma 2; las impares del 3; las pares del 4, y así sucesivamente. Al conjunto de dos "medios fotogramas" (o "campos") se lo denomina "cuadro". Por tanto, en PAL tenemos 25 cuadros por segundo, que muestran 50 "medios fotogramas" entrelazados. En escenas con nulo o poco movimiento, el entrelazado no es perceptible; pero en paneos bruscos las imágenes de los campos de un mismo cuadro se "alejan", produciendo un "efecto peine". Este efecto también existe en NTSC y SECAM, por ser sistemas entrelazados. En la adaptación de cine para TV ("telecine"), los 24 cuadros por segundo del filme son acelerados a 25 cuadros por segundo. Esto significa que una película de 100 minutos, convertida a PAL dura 96 minutos, y ambos campos de un cuadro corresponden al mismo fotograma; dando la sensación de ser video progresivo (no hay efecto peine). En NTSC, en cambio, el proceso de telecine no se puede realizar como en PAL, ya que una película de 100 minutos pasaría a durar 80 (demasiada aceleración). En NTSC se utiliza la técnica "3:2 pulldown", que consiste en repetir dos de cada tres campos y eliminar uno cada cierto intervalo de tiempo, a fin de que cuatro fotogramas se conviertan en cinco; pasando de 24 cuadros por segundo a 29,97. Esto produce un entrelazado muy notorio y movimientos no fluidos; haciendo que NTSC sea muy inferior a PAL en cuanto a la transmisión de cine por TV. Además, PAL tiene una definición vertical 20% superior. 
El nombre '''phase alternating line''' hace referencia al modo en que la información de crominancia (color) de la señal de vídeo es transmitida, siendo invertida en fase en cada línea, permitiendo la corrección automática de los posibles errores en fase al cancelarse entre sí. En la transmisión de datos por radiofrecuencia, los errores de fase son comunes y se deben a retardos de la señal en su llegada o procesado. Los errores de fase en la transmisión de vídeo analógico provocan un error en el tono del color, afectando negativamente a la calidad de la imagen.
Aprovechando que habitualmente el contenido de color de una línea y la siguiente es similar, en el receptor se compensan automáticamente los errores de tono de color tomando para la muestra en pantalla el valor medio de una línea y la siguiente, dado que el posible error de fase existente entre ambas será contrario. De esta forma, en lugar de apreciarse dicho error como un corrimiento del tono, como ocurriría en NTSC, se aprecia como un ligero defecto de saturación de color, que es mucho menos perceptible al ojo humano. Esta es la gran ventaja del sistema PAL frente al sistema NTSC.
Las líneas en las que la fase está invertida con respecto a cómo se transmitirían en NTSC se llaman a menudo líneas PAL, y las que coincidirían se denominan líneas NTSC.
El funcionamiento del sistema PAL implica que es constructivamente más complicado de realizar que el sistema NTSC. Esto se debe a que, si bien los primeros receptores PAL aprovechaban las imperfecciones del ojo humano para cancelar los errores de fase, sin la corrección electrónica explicada anteriormente (toma del valor medio), esto daba lugar a un efecto muy visible de peine si el error excedía los 5º. La solución fue introducir una línea de retardo en el procesado de la señal de luminancia de aproximadamente 64µs que sirve para almacenar la información de crominancia de cada línea recibida. La media de crominancia de una línea y la siguiente es lo que se muestra por pantalla. Los dispositivos que eran capaces de producir este retardo eran relativamente caros en la época en la que se introdujo el sistema PAL, pero en la actualidad se fabrican receptores a muy bajo coste. 
Esta solución reduce la resolución vertical de color en comparación con NTSC, pero como la retina humana es mucho menos sensible a la información de color que a la de luminancia o brillo, este efecto no es muy visible. Los televisores NTSC incorporan un corrector de matiz de color (en inglés, tint control o HUE) para realizar esta corrección manualmente.
El sistema PAL es más consistente que el formato NTSC. Este último puede ser técnicamente superior en aquellos casos en los que la señal es transmitida sin variaciones de fase (por tanto, sin los defectos de tono de color anteriormente descritos). Pero para eso deberían darse unas condiciones de transmisión ideales (sin obstáculos como montes, estructuras metálicas...) entre el emisor y el receptor. En cualquier caso en el que haya rebotes de señal, el sistema PAL se ha demostrado netamente superior al NTSC (del que, en realidad, es una mejora técnica). Esa fue una razón por la cual la mayoría de los países europeos eligieron el sistema PAL, ya que la orografía europea es mucho más compleja que la norteamericana (toda la mitad este es prácticamente llana). Otro motivo es que en los EE. UU. son habituales las emisiones de carácter local y en Europa lo son las estaciones nacionales, cuyas emisoras suelen tener un área de cobertura más extensa. En el único aspecto en el que el NTSC es superior al PAL es en evitar la sensación de parpadeo que se puede apreciar en la zona de visión periférica cuando se mira la TV en una pantalla grande (más de 21 pulgadas), porque la velocidad de refresco es superior (60 Hz en NTSC frente a 50 Hz en PAL). De todas formas este es un argumento relativamente nuevo ya que en los años 50 el tamaño medio de la pantalla de un receptor de televisión era de unas 15 pulgadas, siendo además que esta frecuencia de refresco de imagen se adoptó en su origen condicionada por la frecuencia de la corriente alterna en los países europeos, que es 50 Hz frente a los 60 Hz de los EE. UU.
De hecho, el utilizar la frecuencia de 50 Hz permite la emisión o videograbación de películas cinematográficas rodadas a 24 fps de forma más sencilla por los aparatos de telecine, acelerando la cadencia de paso de las mismas hasta 25 fps (un 4 %), haciendo coincidir cada fotograma filmado con dos campos de la exploración de TV. Por el contrario, en los sistemas de televisión que emplean 60 Hz como frecuencia de campo, acelerar el movimiento de la película hasta 30 fps sería excesivo, por lo que, manteniendo la cadencia a 24 imágenes/segundo, han de realizar un sobremuestreo a 3 campos cada dos fotogramas explorados (3-2-3-2-3...), con lo que la continuidad del movimiento queda afectada, ya que un sujeto móvil aparecerá como andando "a tirones".
Además, una mayor frecuencia de campo, trae consigo una reducción del número de líneas de exploración empleadas por el sistema de televisión, a igualdad de ancho de banda del canal de vídeo, por lo que la resolución vertical se verá mermada en la misma proporción.
El sistema NTSC utiliza 525 líneas, de las cuales sólo son visibles 486, ya que son las que se utilizan realmente para la formación de imagen en la pantalla. Por el contrario, el PAL emplea 625, de las cuales son efectivas 576, con el consiguiente aumento de resolución.
En ambos sistemas, las líneas no empleadas para la formación de imagen sirven para configurar el intervalo de borrado (zona negra que encuadra la imagen efectiva) anterior y posterior a los pulsos de sincronismo vertical, así como para transmitir el sonido.

## Resumen del sistema de televisión PAL B/G
- Relación de aspecto: 4:3
- Número de líneas: 625
- Líneas activas (resolución vertical efectiva): 576
- Relación de aspecto de pixel (PAR): 59:54
- Resolución final (SAR): 720x576
- Columnas activas: Depende del ancho de banda de la señal
- Borrado vertical: 25 H + 12 microsegundos
- Frecuencia de cuadro: 25 Hz (40 ms)
- Frecuencia de campo: 50 Hz (20 ms, de los cuales 18,4 ms activos)
- Frecuencia horizontal o de líneas: 15625 Hz
- Frecuencia de pulsos igualación: 31250 Hz
- Frecuencia de la subportadora de crominancia: 4,4336 MHz (Modulada en amplitud y fase)
- Frecuencia de la señal P (PAL): 7,8 kHz (1/2 de la frecuencia de líneas)
- Periodo de línea (H): 64 µs
- Periodo activo de línea: 52 µs
- Duración del pórtico anterior: 1,5 +/- 0,3 µs
- Duración del pórtico posterior: 5,8 +/- 0,2 µs
- Duración del sincronismo horizontal: 4,7 +/- 0,2 µs
- Duración del borrado horizontal: 12 +/- 0,3 µs
- Duración del burst: 2,25 +/- 0,2 µs = 10 +/- 1 ciclos
- Duración breezeaway: 0,9 µs (Respecto al flanco posterior)
- Duración del pulso vertical 27,3 µs (hay 5 pulsos)
- Duración del sincronismo vertical: 160 µs (Los cinco pulsos)
- Duración del pulso igualador: 2,35 µs (hay 5 Pulsos)
- Duración del pórtico anterior vertical: 160 µs (contiene 5 pulsos pre-EQ)
- Duración pórtico posterior vertical: 1,280 µs (5 pulsos + 17,5 H)
- Duración del pulso de borrado vertical: 1,612 µs
- Comienzo del burst respecto a 0H: 5,6 +/- 0 1 µs

Las medidas están hechas al 50 % de amplitud de los pulsos (Ref tiempos)
- Tiempo de subida y bajada de los pulsos (Del 10 al 90 %): 0,2 +/- 0,1 µs
- Tiempo de subida y bajada del vídeo activo (del 10 al 90 %): 0,3 +/-0,2 µs
- Iluminante D (X=0,313 / Y=0,329)
- Valor de gamma: 2,8 (precorrección)

### Obtención de la señal de luminancia
Se definen R, G y B, como las componentes del rojo, verde y azul. Se define Y como la componente de luminancia. Se tiene que:
Y(R,G,B) = 0,30R + 0,59G + 0,11B

### Obtención de las señales de crominancia
Se definen B, R e Y como las componentes del azul, del rojo y de la luminancia respectivamente. Se definen U y V como las componentes de diferencia al azul y de diferencia al rojo. Se tiene que:
U(B,Y) = 0,493(B - Y)
V(R,Y) = 0,877(R - Y)
Ancho de banda total: 5 MHz

Ancho de banda de U y V: 1 MHz

## Descripción de la parte inactiva de la línea en el sistema PAL

### Pórtico anterior
Duración 1,5 microsegundos.
Su función primaria es eliminar el haz de electrones tanto en la cámara como en el receptor permitiendo el retorno del trazo al principio de la línea siguiente.
En los formatos de grabación segmentados la conmutación entre cabezas se realiza en el intervalo de borrado horizontal. En los formatos C, y Cuadruplex la conmutación se realiza en el pórtico anterior.

### Sincronismo horizontal o sincronismo de línea
Pulso negativo con una amplitud del 30 % del margen dinámico de la señal, tiene una duración de 4,7 microsegundos.

### Pórtico posterior
Permite el borrado del haz antes del comienzo de la parte activa de la línea y aísla el tiempo de retorno de haz. En los VTR se usa para restablecer el nivel de DC de la señal después de la detección. En los VTR las correcciones del circuito AFC de los moduladores se realizan aquí, porque la señal es la misma en todas las líneas. Durante el pórtico posterior se compara y corrige la RF de esta parte de la línea (a la salida del modulador) con respecto a un oscilador de cuarzo. 5,8 microsegundos.

### Burst
Duración 2,27 microsegundos (10 +/- 1 ciclos).

Está situado en el pórtico posterior, y proporciona una referencia de fase (tono) y amplitud (saturación) constantes para que el receptor demodule correctamente información de color que se modula en la línea.

En los VTR se usa para establecer que se graba o reproduce en color, y activa la circuitería asociada a estos procesos.
Cualquier ruido de alta frecuencia que se ubique en el lugar del burst puede dar lugar a que se active la circuitería de color con la consiguiente distorsión en la imagen. Ya que el burst debiera tener una fase y amplitud constantes, y es una componente de alta frecuencia de la señal de video, que se repite en todas las líneas, se usa durante la reproducción para determinar si la señal demodulada está correctamente ecualizada.

### Ecualización
Es el proceso de cambio de la curva de respuesta de un amplificador para lograr una respuesta plana cuando el factor de amplificación varía con la frecuencia. Así se compensa la no linealidad en la reproducción de las cabezas y los materiales de las cintas. En los VTR modernos es automático (se muestrea el Burst). Cualquier variación en la frecuencia o fase del burst durante la demodulación es señal de que el reproductor tiene problemas de base de tiempos que requieren corrección. El Burst se compara con una referencia estable y el resultado se usa para corregir estos errores. (Si se graba en B/N se usa para esto el borde de ataque del sincronismo horizontal).

### Burst Flag
Duración aproximada de 2,3 microsegundos.
Es un pulso cuyo borde de ataque está retardado 5,6 microsegundos respecto al borde de ataque del sincronismo horizontal, y se usa para situar el burst en el sitio correcto del pórtico posterior.
Notas:
VTR = Video Tape Recorder. En tecnología de vídeo profesional se refiere a una máquina que graba vídeo en banda base o en componentes con calidad profesional (típicamente la resolución de una película de 16 mm o superior).
TBC = Time Base Corrector. Un TBC es un aparato que se encarga de normalizar la señal que entrega un VTR para que pueda utilizarse conjuntamente con la señal de las cámaras y otros dispositivos electrónicos que se usan en la producción audiovisual. Esto es necesario porque los VTR son dispositivos electromecánicos y están expuestos a derivas e irregularidades de funcionamiento propias de los motores eléctricos y, en general, de cualquier dispositivo mecánico. En un estudio de televisión es indispensable mantener la sincronía de funcionamiento entre las cámaras y cualquier otro aparato que suministre imágenes si se quieren realizar cosas tan simples como una mezcla o fundido entre varias de ellas.

## Formatos del sistema PAL
El sistema de color PAL se usa habitualmente con un formato de vídeo de 625 líneas por cuadro (un cuadro es una imagen completa, compuesta de dos campos entrelazados) y una tasa de refresco de pantalla de 25 cuadros por segundo, entrelazadas, como ocurre por ejemplo en las variantes PAL-B, G, H, I y N.
En Brasil, se emplea una versión de PAL de 525 líneas y 29,97 cuadros por segundo, PAL M, muy próximo a NTSC en la frecuencia de subportadora de color (3,575611 MHz). El organismo regulador de las telecomunicaciones de Brasil, Anatel, tomó a comienzos de los años 70 la decisión de usar una norma propia para evitar la importación de aparatos receptores de color y permitir la compatibilidad con los receptores monocromáticos. Por otra parte los ensayos del NTSC hechos en ese país, en los años 60, habían resultado muy desalentadores debido a la pérdida de calidad del color al ser distribuida la señal en largas distancias. Casi todos los demás países que emplean la norma M de blanco y negro usan NTSC como sistema de color. 
En Argentina, Paraguay y Uruguay, se usa PAL con el sistema estándar de 625 líneas, aunque con la frecuencia subportadora de color (3,582056 MHz) muy cercana a la del NTSC. Estas variantes se llaman PAL-N. Cuando se inició la televisión en Argentina, los equipos receptores y transmisores, de procedencia estadounidense, debieron ser ajustados en sus parámetros de barrido vertical para adaptarse a la frecuencia de 50 Hz del servicio de electricidad (625 líneas por imagen y 25 imágenes por segundo), pero manteniendo los demás parámetros de radiofrecuencia: esquema de canales, ancho de banda, separación de portadora de imagen y sonido, etc. Así nacieron las normas N por derivación de las normas M. Cuando se inició la televisión en color en ese país, para mantener estos mismos parámetros y permitir la recepción en televisores monocromáticos, se decidió el uso del sistema PAL con la norma N.
Comúnmente en algunos países de Latinoamérica, fabricantes de equipos de vídeo presentan receptores trinorma que pueden ser usados en cualquier país del continente americano, donde NTSC-J, NTSC-M, PAL-M y PAL-N son las normas usadas. En Europa, los receptores de televisión PAL más recientes pueden mostrar señales de todos estos sistemas, salvo en algunos casos PAL-M y PAL-N. La mayoría también puede recibir señales SECAM del Este de Europa y de Oriente Medio, excepto, normalmente, de Francia, salvo en equipos de fabricantes franceses. Muchos pueden incluso mostrar señales en norma NTSC-M en banda base introducidas solamente por sus entradas de vídeo para señales procedentes de un reproductor de vídeo o consola de videojuegos.
Cuando el vídeo se transmite en banda base, la mayor parte de las diferencias entre las variantes de PAL no son ya significativas, salvo por la resolución vertical y la tasa de refresco de cuadro. En este contexto, el referirse al sistema PAL implica hacerlo a sistemas de 625 líneas horizontales a 25 cuadros por segundo, entrelazados, con el color codificado según cada una de las variantes existentes.

## PAL digital
El sistema PAL es analógico. Hubo un intento de fabricar equipos que digitalizasen la señal PAL en los años 80, pero no tuvo ningún éxito comercial y ahora son una rareza. En los dispositivos digitales, como televisión digital, videoconsolas modernas, computadoras, etc., se utilizan sistemas en componentes de color donde se transmiten por tres cables diferentes las señales R, G y B o bien Y (luminancia), R-Y y B-Y (diferencia de color). En estos casos sólo se tiene en cuenta el número de líneas horizontales totales - 625 en PAL digital y 525 en NTSC - y la frecuencia de cuadros - 25/s en PAL Digital y 30/s en NTSC digital. Mención aparte merecen los sistemas basados en el estándar MPEG-2, como el DVD y la televisión por satélite, televisión por cable, o la televisión digital terrestre (TDT); pero es otro sistema de televisión que no tiene prácticamente nada que ver con el PAL.

## Comparación de resoluciones entre 576i (PAL) y 480i (NTSC)
PAL es estrictamente un sistema que define la forma de transmisión del color exclusivamente, independientemente del formato de la imagen. Sin embargo normalmente se lo asocia con el formato 576i o 625/50 (con Normas B,D,G,H,I,K,N). 
En 576i ("PAL" B,D,G,H,I,K,N) se utiliza un sistema de exploración de 625 líneas totales y 576 líneas activas (las que se muestran en pantalla), pues 49 líneas no son visibles y se utilizan para el retrazado.
En 480i ("NTSC" M,J), se utiliza un sistema de exploración de 525 líneas totales y 480 líneas activas, pues 45 líneas se utilizan para el borrado.
"NTSC" es un estándar que se define con el sistema de transmisión de color NTSC y las normas M o J, destacando que la norma J se utilizaba solo en Japón (hasta la llegada del sistema digital ISDB-T).
Hay un estándar que utiliza el sistema color PAL y la norma M, es el de Brasil donde se utiliza el PAL M. 
Debido a que el cerebro humano puede resolver menos información de la que existe realmente, podemos hablar de la "relación de utilización" o "factor de Kell", que se define como la razón entre la resolución subjetiva y la resolución objetiva. El factor de Kell para sistemas entrelazados como 576i (PAL) y 480i (NTSC) vale 0,7 (para sistemas progresivos vale 0,9).
Entonces, tanto en PAL como NTSC tenemos que:
Resolución subjetiva / Resolución objetiva = 0,7
La resolución objetiva de 576i (PAL) es 576 líneas, mientras que la de 480i (NTSC) es de 480 líneas.
De esta manera, en 576i (PAL) tenemos una resolución subjetiva de 403,2 líneas; mientras que en 480i (NTSC) se perciben 336 líneas.
Por tanto, 576i (PAL) ofrece una resolución subjetiva y objetiva de un 20 % superior a 480i (NTSC).

## Distribución geográfica de los formatos PAL

### Países y territorios que emplean PAL B/G o PAL D/K

#### EnEuropa
1. Albania, Alemania, Isla Ascensión, Austria, Bélgica, Bosnia y Herzegovina, Chipre, Croacia, Dinamarca, Eslovenia, España, Estonia, Islas Feroe, Finlandia, Gibraltar, Grecia, Groenlandia, Islandia, Italia, Letonia, Liechtenstein, Lituania, Luxemburgo, Macedonia del Norte, Malta, Montenegro, Noruega, Países Bajos, Polonia, Portugal, Rumanía, Serbia, Suecia, Suiza y Ciudad del Vaticano.

#### EnAsia
Afganistán, Baréin, Bangladés, Brunéi, República Popular China, Corea del Norte, Chipre, Dubái, Emiratos Árabes Unidos, India, Indonesia, Israel, Jordania, Kuwait, Líbano, Malasia, Maldivas, Nepal, Omán, Pakistán, Catar, Singapur, Sri Lanka, Siria, Tailandia, Territorios Palestinos (Franja de Gaza y Cisjordania), Turquía y Yemen.

#### EnÁfrica
Argelia, Angola, Botsuana, Camerún, Cabo Verde, Eritrea, Etiopía, Gambia, Ghana, Guinea, Guinea Bissau, Kenia, Lesoto, Liberia, Malaui, Mozambique, Namibia, Nigeria, Seychelles, Sierra Leona, Somalia, Sudáfrica, Sudán, Sudán del Sur,  Suazilandia, Tanzania, Tristán da Cunha, Uganda, Zambia y Zimbabue.

#### EnOceanía
Australia, Islas Cook, Nueva Zelanda, Isla Norfolk, Papúa Nueva Guinea, Islas Salomón, Tonga y Vanuatu.

### Países y territorios que emplean PAL-I
Hong Kong, Islas Malvinas, Macao, Reino Unido, República de Irlanda, Sudáfrica y Angola.

### Países y territorios que emplean PAL-M
Brasil, (NTSC & PAL-M) y Laos, (SECAM & PAL-M).

### Países y territorios que emplean PAL-N
Argentina (NTSC y PAL-N) (hasta septiembre de 2023), Paraguay y Uruguay

### Países y territorios que han dejado de utilizar PAL
Los siguientes países ya no usan PAL para transmisiones terrestres y están en proceso de conversión de PAL (cable) a DVB-T, DTMB o ISDB-T.
| País                | Cambiado a               | Conmutación completada                                 |
| ------------------- | ------------------------ | ------------------------------------------------------ |
| Albania             | DVB-T2                   | 1 de octubre de 2019                                   |
| Andorra             | DVB-T                    | 25 de septiembre de 2007                               |
| Argentina           | ISDB-T                   | 30 de septiembre de 2023                               |
| Australia           | DVB-T                    | 10 de diciembre de 2013                                |
| Austria             | DVB-T y DVB-T2           | 7 de junio de 2011                                     |
| Azerbaiyán          | DVB-T                    | 17 de junio de 2015                                    |
| Bélgica             | DVB-T                    | 1 de marzo de 2010                                     |
| Brasil              | ISDB-T                   | 2023                                                   |
| Brunéi              | DVB-T                    | 1 de enero de 2015                                     |
| Bulgaria            | DVB-T                    | 30 de septiembre de 2013                               |
| Camboya             | DVB-T2                   | 1 de enero de 2015                                     |
| Croacia             | DVB-T                    | 20 de octubre de 2010                                  |
| Chipre              | DVB-T                    | 1 de julio de 2011                                     |
| República Checa     | DVB-T                    | 30 de junio de 2012                                    |
| Dinamarca           | DVB-T y DVB-T2           | 1 de noviembre de 2009                                 |
| Estonia             | DVB-T                    | 1 de julio de 2010                                     |
| Islas Feroe         | DVB-T                    | Diciembre de 2002                                      |
| Finlandia           | DVB-T y DVB-T2           | 1 de septiembre de 2007                                |
| Georgia             | DVB-T                    | 1 de julio de 2015                                     |
| Alemania            | DVB-T y DVB-T2           | 4 de junio de 2009                                     |
| Ghana               | DVB-T2                   | Junio de 2015                                          |
| Grecia              | DVB-T                    | 6 de febrero de 2015                                   |
| Gibraltar           | DVB-T                    | 31 de diciembre de 2012                                |
| Guernesey           | DVB-T                    | 17 de noviembre de 2010                                |
| Hong Kong           | DTMB                     | 1 de diciembre de 2020                                 |
| Hungría             | DVB-T y DVB-T2           | 31 de octubre de 2013                                  |
| Islandia            | DVB-T y DVB-T2           | 2 de febrero de 2015                                   |
| India               | DVB-T                    | 31 de marzo de 2015                                    |
| Irán                | DVB-T                    | 19 de diciembre de 2014                                |
| Irlanda             | DVB-T                    | 24 de octubre de 2012                                  |
| Isla de Man         | DVB-T                    | 24 de octubre de 2012                                  |
| Israel              | DVB-T y DVB-T2           | 13 de junio de 2011                                    |
| Italia              | DVB-T                    | 4 de julio de 2012                                     |
| Jersey              | DVB-T                    | 17 de noviembre de 2010                                |
| Kenia               | DVB-T                    | Marzo de 2015                                          |
| Letonia             | DVB-T                    | 1 de junio de 2010                                     |
| Lituania            | DVB-T                    | 29 de octubre de 2012                                  |
| Luxemburgo          | DVB-T                    | 1 de septiembre de 2006                                |
| Macedonia del Norte | DVB-T                    | 31 de mayo de 2013                                     |
| Malta               | DVB-T                    | 31 de octubre de 2011                                  |
| Mónaco              | DVB-T                    | 24 de mayo de 2011                                     |
| Montenegro          | DVB-T                    | 17 de junio de 2015                                    |
| Namibia             | DVB-T                    | 13 de septiembre de 2014                               |
| Países Bajos        | DVB-T                    | 14 de diciembre de 2006                                |
| Nueva Zelanda       | DVB-T                    | 1 de diciembre de 2013                                 |
| Noruega             | DVB-T                    | Diciembre de 2009                                      |
| Polonia             | DVB-T                    | 23 de julio de 2013                                    |
| Portugal            | DVB-T                    | 26 de abril de 2012                                    |
| Catar               | DVB-T y DVB-T2           | 13 de febrero de 2012                                  |
| Rumania             | DVB-T2                   | 31 de diciembre de 2016                                |
| Ruanda              | DVB-T                    | Marzo de 2014                                          |
| San Marino          | DVB-T                    | 2 de diciembre de 2010                                 |
| Arabia Saudita      | DVB-T y DVB-T2           | 13 de febrero de 2012                                  |
| Serbia              | DVB-T2                   | 7 de junio de 2015                                     |
| Singapur            | DVB-T2                   | 2 de enero de 2019                                     |
| Eslovaquia          | DVB-T                    | 31 de diciembre de 2012                                |
| Eslovenia           | DVB-T                    | 1 de diciembre de 2010                                 |
| Sudáfrica           | DVB-T                    | 2015 (a partir de 2018, PAL terrestre sigue operativo) |
| España              | DVB-T y DVB-T2           | 3 de abril de 2010                                     |
| Suecia              | DVB-T y DVB-T2           | 29 de octubre de 2007                                  |
| Suiza               | DVB-T                    | 26 de noviembre de 2007                                |
| Tanzania            | DVB-T                    | 31 de julio de 2014                                    |
| Tailandia           | DVB-T2                   | 26 de marzo de 2020                                    |
| Ucrania             | DVB-T y DVB-T2           | 31 de diciembre de 2016                                |
| EAU                 | DVB-T y DVB-T2           | 13 de febrero de 2012                                  |
| Reino Unido         | DVB-T (SD) y DVB-T2 (HD) | 24 de octubre de 2012                                  |
| Zambia              | DVB-T2                   | 31 de diciembre de 2014                                |